# ロッキンビーツ
『ロッキンビーツ』は、GReeeeNの12枚目のオリジナルアルバム。2022年12月21日にユニバーサルミュージックから発売された。

## 概要
- 前作『ベイビートゥース』から約一年ぶりとなる作品。オリジナルアルバムとしてはGReeeeN名義では最後となる。

## 収録曲
- 全曲 作詞、作曲 : GReeeeN

1. Morning Glory [3:29]
2. SONG 4 U [3:23]
3. 栞 [4:16] 
  - I&Iグループ「ふくしまには、I（アイ）がある。」篇CMソング
4. Ito [4:17]
  - TOMORROW X TOGETHERへの楽曲提供のセルフカバー
5. 愛し君へ 〜ESSENTIALver.〜 [5:16]
  - 22ndシングル『愛し君へ』のアレンジバージョン。
6. 花束 [3:54]
7. ヒラヒラヒトヒラ [4:07]
8. 詠ミビトシラズ [4:13]
9. あの日のまま [4:01]
10. 自分革命 [3:35]
  - シーブリーズWEBCM「青春のバトン」篇テーマソング
11. 流星のカケラ [4:00]
  - AmazonOriginalドラマ「星から来たあなた」主題歌
12. バケモノ [2:21]
  - シチズン限定コレクション「LIGHTinBLACK」2022GREENEDITIONCMソング
13. 味方 〜ALBUM ver.〜 [4:25]
  - 従来バージョンとはアレンジが異なる。
  - 映画「ハウ」主題歌